# Lista de telenovelas emitidas na RTP2
A RTP2, durante alguns anos, emitiu algumas telenovelas, principalmente entre os anos 80 até meados dos anos 90.. Pontualmente, no decorrer dos anos 2000, voltou a emitir novelas, com as reposições de Vila Faia e Meu Pé de Laranja Lima, que já tinham sido emitidas pela RTP em anos anteriores. A partir de 2017, a RTP2 começou a emitir telenovelas regulares novamente: nas suas madrugadas, reposições de telenovelas portuguesas e, por volta do meio-dia, telenovelas internacionais. 

## Lista por ordem de exibição

### Década de 1970
| # | Ano  | Título                | Capítulos | Autor | Diretor                           | País      | Ref.        |
| - | ---- | --------------------- | --------- | --- | --------------------------------- | --------- | ----------- |
| 1 | 1978 | Escrava Isaura (1976) | 100       | É uma adaptação do romance A Escrava Isaura de Bernardo Guimarães, feita pelo novelista Gilberto Braga             | Herval Rossano e Milton Gonçalves | Brasil    |             |
| 2 | 1979 | Dona Bárbara          |           | É uma adaptação do romance Doña Bárbara, de Rómulo Gallegos, feita por Jose Ignacio Cabrujas e Salvador Garmendia. | Juan Lamata                       | Venezuela | [ 1 ] [ 2 ] |

### Década de 1980
| #  | Ano  | Título                          | Capítulos | Autor | Diretor                                         | País   | Ref.  |
| -- | ---- | ------------------------------- | --------- | --- | ----------------------------------------------- | ------ | ----- |
| 3  | 1980 | Sinhazinha Flô                  | 82        | Foi escrita por Lafayette Galvão, com base nos romances A Viuvinha, Til e O Sertanejo, de José de Alencar      | Herval Rossano                                  | Brasil | [ 3 ] |
| 4  | 1981 | Água Viva compacto              | 161       | Gilberto Braga e Manoel Carlos                                                                                 | Roberto Talma                                   | Brasil | [ 3 ] |
| 5  | 1982 | Cabocla                         | 167       | Benedito Ruy Barbosa                                                                                           | Herval Rossano                                  | Brasil | [ 3 ] |
| 6  | 1983 | Gabriela reposição              | 132       | Walter George Durst                                                                                            | Walter Avancini                                 | Brasil | [ 3 ] |
| 7  | 1984 | Guerra dos Sexos                | 185       | Silvio de Abreu                                                                                                | Jorge Fernando e Guel Arraes                    | Brasil | [ 3 ] |
| 8  | 1985 | A Sucessora                     | 125       | Manoel Carlos                                                                                                  | Herval Rossano, Gracindo Júnior e Sérgio Mattar | Brasil | [ 3 ] |
| 9  | 1986 | Vereda Tropical                 | 167       | Carlos Lombardi e Sílvio de Abreu                                                                              | Jorge Fernando e Guel Arraes                    | Brasil | [ 3 ] |
| 10 | 1987 | Cambalacho reposição            | 179       | Sílvio de Abreu                                                                                                | Jorge Fernando e Del Rangel                     | Brasil | [ 3 ] |
| 11 | 1987 | Novo Amor                       | 59        | Manoel Carlos                                                                                                  | Jardel Mello, Denise Saraceni e Herval Rossano  | Brasil | [ 3 ] |
| 12 | 1987 | Os Imigrantes                   | 459       | Benedito Ruy Barbosa                                                                                           | Atílio Riccó                                    | Brasil | [ 3 ] |
| 13 | 1988 | Tudo ou Nada                    | 161       | José Antônio de Souza                                                                                          | Herval Rossano, David Grimberg e Lucas Bueno    | Brasil | [ 3 ] |
| 14 | 1988 | Helena                          |           | Escrita por Mário Prata, Dagomir Marquezi e Reinaldo Moraes, adaptação do romance homônimo de Machado de Assis |                                                 | Brasil | [ 3 ] |
| 15 | 1988 | Amor com Amor Se Paga           | 155       | Ivani Ribeiro                                                                                                  | Gonzaga Blota                                   | Brasil | [ 3 ] |
| 16 | 1989 | Pacto de Sangue                 | 119       | Regina Braga                                                                                                   | Herval Rossano                                  | Brasil | [ 3 ] |
| 17 | 1989 | Sinhá Moça                      | 173       | Benedito Ruy Barbosa                                                                                           | Reynaldo Boury e Jayme Monjardim                | Brasil | [ 3 ] |
| 18 | 1989 | O Meu Pé de Laranja Lima (1980) |           | Livro de José Mauro de Vasconcelos. Adaptação de Ivani Ribeiro                                                 | Edson Braga                                     | Brasil | [ 3 ] |

### Década de 1990
| #  | Ano  | Título             | Capítulos | Autor                                                                                           | Diretor                                             | País                       | Ref.  |
| -- | ---- | ------------------ | --------- | ----------------------------------------------------------------------------------------------- | --------------------------------------------------- | -------------------------- | ----- |
| 19 | 1990 | Ti Ti Ti           | 185       | Cassiano Gabus Mendes                                                                           | Wolf Maya e Fred Confalonieri                       | Brasil                     | [ 3 ] |
| 20 | 1991 | Direito de Amar    | 172       | Walter Negrão, Alcides Nogueira e baseada na obra original de Janete Clair, A Noiva das Trevas. | Reynaldo Boury, Jayme Monjardim e José Carlos Pieri | Brasil                     | [ 3 ] |
| 21 | 1991 | Pantanal           | 216       | Benedito Ruy Barbosa                                                                            | Jayme Monjardim                                     | Brasil                     | [ 3 ] |
| 22 | 1992 | Meu Bem Meu Mal    | 173       | Cassiano Gabus Mendes                                                                           | Paulo Ubiratan                                      | Brasil                     | [ 3 ] |
| 23 | 1992 | Cinzas compacto    | 150       | Francisco Nicholson                                                                             |                                                     | Portugal                   |       |
| 24 | 1992 | Barriga de Aluguer | 185       | Glória Perez                                                                                    | Wolf Maya                                           | Brasil                     | [ 3 ] |
| 25 | 1992 | Carrossel          | 375       | Valeria Phillips, Lei Quintana e Abel Santacruz                                                 | Albino Corrales e Pedro Damián                      | México (dobrada no Brasil) | [ 3 ] |
| 26 | 1992 | Salomé             | 107       | Sérgio Marques                                                                                  | Herval Rossano e Marco Aurélio Bagno                | Brasil                     | [ 3 ] |
| 27 | 1993 | Deus Nos Acuda     | 179       | Sílvio de Abreu                                                                                 | Jorge Fernando                                      | Brasil                     | [ 3 ] |
| 28 | 1993 | Vamp               | 130       | Antônio Calmon                                                                                  |                                                     | Brasil                     | [ 3 ] |
| 29 | 1994 | Amazônia           | 162       | Jorge Duran e Denise Bandeira                                                                   | Tizuka Yamasaki e Marcos Schechtman                 | Brasil                     | [ 3 ] |

### Década de 2000
| #  | Ano  | Título                 | Capítulos | Autor                                                           | Diretor       | País     | Ref. |
| -- | ---- | ---------------------- | --------- | --------------------------------------------------------------- | ------------- | -------- | ---- |
| 30 | 2000 | Vila Faia (reposição)  | 100       | Francisco Nicholson e Nicolau Breyner                           | Nuno Teixeira | Portugal |      |
| 31 | 2003 | Meu Pé de Laranja Lima | 101       | Obra: José Mauro de Vasconcelos Adaptação: Ana Maria Moretzsohn | Del Rangel    | Brasil   |      |

### Década de 2010
| #  | Ano  | Título                     | Capítulos | Autor | Diretor          | País      | Ref.  |
| -- | ---- | -------------------------- | --------- | --- | ---------------- | --------- | ----- |
| 32 | 2017 | Entre Canibais             | 60        | Juan José Campanella                                                                                     | Miguel Colom     | Argentina | [ 4 ] |
| 33 | 2018 | Os Nossos Dias (reposição) | 610       | Mário Cunha, Filipa Poppe, Filipe Santos, Luís Marques, Maria João Marques, Nuno Duarte e Vasco Monteiro |                  | Portugal  |       |
| 34 | 2019 | O Regresso de Lucas        | 60        | Bruno Luciani e Martín Méndez                                                                            | Mauro Scandolari | Argentina | [ 5 ] |

### Década de 2020
| #  | Ano  | Título                                  | Capítulos          | Autor | Diretor                          | País     | Ref.  |
| -- | ---- | --------------------------------------- | ------------------ | --- | -------------------------------- | -------- | ----- |
| 35 | 2020 | O Sábio (reposição)                     | 300                | José Pinto Carneiro                                                                                                   |                                  | Portugal |       |
| 36 | 2020 | Lusitana Paixão (reposição)             | 150                | Francisco Moita Flores                                                                                                |                                  | Portugal |       |
| 37 | 2021 | Escola Noturna - Os Sonhos Nunca Dormem | 107 (1ª temporada) | Ana María Parra e Diego Ezequiel Vivanco                                                                              | Andres Marroquín e Germán Porras | Colômbia | [ 6 ] |
| 39 | 2021 | Voz de Ouro                             | 62                 | Gerardo Pinzón, Andrés Guzmán, Janneth Pacheco, Manuel Cubas, Sandra Motato, Margarita Londoño e Juan Andrés Granados | Klych López e Liliana Bocanegra  | Colômbia | [ 7 ] |